# ولگدورو
ولگدورو (به انگلیسی: Velagadurru) یک روستا در هند است که در آندرا پرادش واقع شده‌است.

## خصوصیات
ولگدورو ۲٬۳۵۲ نفر جمعیت دارد و ۱۳ متر بالاتر از سطح دریا واقع شده‌است.